# 武漢科技大学
武漢科技大学 （ぶかんかぎだいがく）は中華人民共和国湖北省武漢市青山区に位置する大学。

## 概要
1898年に創立された「工芸学堂」が前身。現在は、湖北省政府の傘下に属する地方重点大学の一つ。1958年に大学の前身である冶金省傘下の武漢鉄鋼研究所が設立されたことにより学士(学部)の学位授与ができるようになった。1998年に国立高等教育の管理システム改革に基づいて、湖北省政府主導による中央政府と地方政府の間の共同運営を実施する最初のケース大学となった。併せて、宝鋼集団など5つの中国巨大鉄鋼企業の共同支援も受けている。

## 沿革
- 1898年 前身の「工芸学堂」が設立。
- 1958年 大学の前身となる冶金省傘下の武漢鉄鋼研究所が設立。
- 1995年 武漢鉄鋼研究所が冶金省管轄下の武漢建築高等専科学校、武漢冶金医学高等専科学校の2校と統合し武漢冶金科学技術大学に改名。
- 1998年 冶金省から湖北省政府に移管
- 1999年 現在の「武漢科技大学」に改称。

## キャンパス
- 青山キャンパス Qingshan Campus
- 黄家湖キャンパス Huangjiahu Campus

## 学部とカレッジ
- 材料および冶金学部 (School of Materials and Metallurgy)
  - 材料成形および制御工学
  - 材料化学
  - 冶金工学
  - 金属材料工学
  - 無機非金属材料工学
  - エネルギーおよび電力工学

- 機械および自動化の学校 (School of Machinery and Automation) 
  - 機械工学
  - 機械および電気工学
  - 工業エンジニアリング
  - 測定および制御技術と計装

- 資源環境工学部 (School of Resources and Environmental Engineering)
  - 人文地理学と都市農村計画
  - 採掘工学
  - 鉱物加工工学
  - 環境工学
  - 安全工学

- 情報理工学部 (School of Information Science and Engineering)
  - 電気工学および自動化
  - 電子情報工学
  - オートメーション
  - 通信工学
  - 電子科学技術

- コンピューター科学技術学部 (School of Computer Science and Technology) 
  - コンピュータサイエンスとテクノロジー
  - ソフトウェア工学
  - ネットワークエンジニアリング
  - 情報セキュリティー

- 化学エンジニアリング技術学部 (School of Chemical Engineering and Technology) 
  - 応用化学
  - 化学工学と技術
  - バイオエンジニアリング

- 自動車交通工学部 (School of Automobile and Traffic Engineering)
  - 自動車工学
  - 自動車サービスエンジニアリング
  - 交通輸送
  - 交通工学
  - 物流工学

- 理学部 (School of Science) 
  - 情報と計算科学
  - エンジニアリング力学
  - 材料物理学
  - 統計

- 恒大集団管理学部  (Evergrande School of Management)
  - 情報管理と情報システム
  - エンジニアリング管理
  - 産業およびビジネス管理
  - マーケティング
  - 経理
  - 財務管理
  - 人的資源管理
  - 物流管理
  - Eコマース

- 芸術とデザイン学部 (School of Art and Design)
  - 工業デザイン
  - 造園
  - 絵画
  - ビジュアルコミュニケーションデザイン
  - 環境デザイン
  - プロダクトデザイン
  - パブリックデザイン

- 芸術、法、経済学部 (School of Arts, Law and Economics)
  - 国際経済と貿易
  - 法学
  - 社会事業
  - 行政管理
  - 労働と社会保障
  - 投資

- 外国語学部 (School of Foreign Language)
  - 英語
  - ドイツ語
  - 翻訳

- 都市建設学部 (School of Urban Construction)
  - 土木工学
  - 建築環境とエネルギー応用工学
  - 給排水工学
  - 建築学
  - 都市農村計画

- 医学部 (Medical School)
  - 臨床医学
  - 予防医学
  - 薬学
  - 健康診断と検疫
  - 看護学

- 生命科学と健康大学 (College of Life Sciences and Health)
  - バイオテクノロジー

- 国際大学 (International College)

- 大学付属病院
  - 武漢科技大学附属天佑医院
  - 武漢科技大学医院
- 武漢科技大学図書館

## 対外関係

### 日本における協定校
- 北見工業大学
- 茨城大学 工学部
- 電気通信大学
- 福井大学
- 別府大学

### 日本以外の協定校
- ピッツバーグ大学
- リーズ大学
- カーティン工科大学
- ドレスデン工科大学
- 漢陽大学